# La Francheville
Pour les articles homonymes, voir Francheville.
La Francheville est une commune française située dans le département des Ardennes, en région Grand Est.

## Géographie

### Localisation
| Prix-lès-Mézières     | Charleville-Mézières   | Villers-Semeuse |
| Évigny                | La Francheville        | Les Ayvelles    |
| Champigneul-sur-Vence | Saint-Pierre-sur-Vence | Saint-Marceau   |

La commune, limitrophe de Charleville-Mézières, s'est développée sur les bords de la Vence, petite rivière de la vallée de la Vence. Sa superficie est d'environ 679 ha, les espaces boisés représentent 138 ha dont 90 ha appartenant à la commune.

### Hydrographie
La commune est dans le bassin versant de la Meuse au sein du bassin Rhin-Meuse. Elle est drainée par la Vence, le ruisseau de la Suette, le ruisseau de Clefay et le ruisseau du Relais,.
La Vence, d'une longueur de 33 km, prend sa source dans la commune de Launois-sur-Vence et se jette  dans la Meuse à Charleville-Mézières, après avoir traversé 13 communes. 

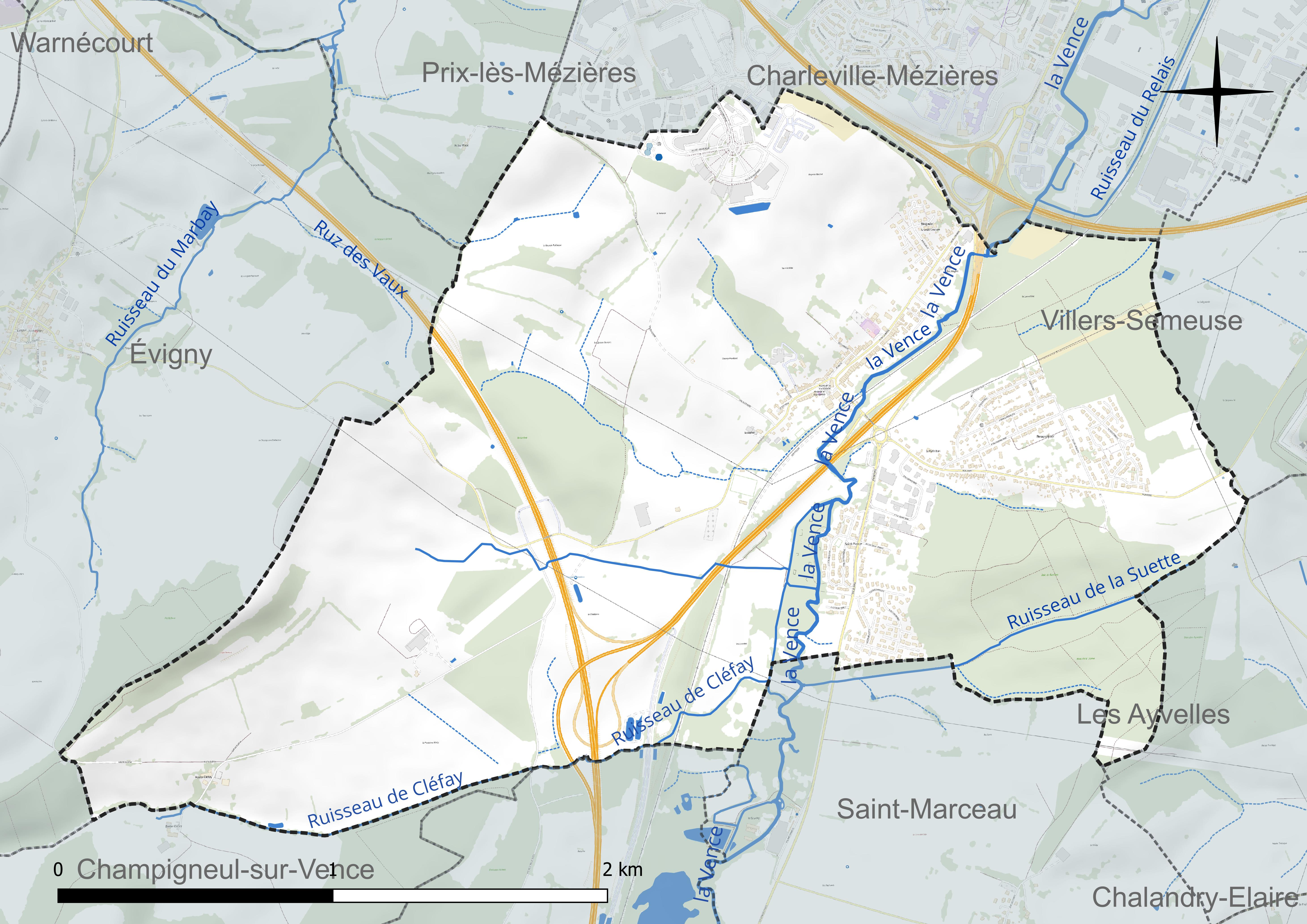
Réseau hydrographique de la Francheville.

### Climat
Pour des articles plus généraux, voir Climat du Grand Est et Climat des Ardennes.
En 2010, le climat de la commune est de type climat des marges montargnardes, selon une étude du Centre national de la recherche scientifique s'appuyant sur une série de données couvrant la période 1971-2000. En 2020, Météo-France publie une typologie des climats de la France métropolitaine dans laquelle la commune est exposée à un climat océanique altéré et est dans la région climatique  Lorraine, plateau de Langres, Morvan, caractérisée par un hiver rude (1,5 °C), des vents modérés et des brouillards fréquents en automne et hiver. 
Pour la période 1971-2000, la température annuelle moyenne est de 10,1 °C, avec une amplitude thermique annuelle de 15,6 °C. Le cumul annuel moyen de précipitations est de 893 mm, avec 13,5 jours de précipitations en janvier et 9,5 jours en juillet. Pour la période 1991-2020, la température moyenne annuelle observée sur la station météorologique de Météo-France la plus proche, « Charleville-Méz. », sur la commune de Charleville-Mézières à 5 km à vol d'oiseau, est de 9,9 °C et le cumul annuel moyen de précipitations est de 928,4 mm. 
La température maximale relevée sur cette station est de 39,2 °C, atteinte le 25 juillet 2019 ; la température minimale est de −17,5 °C, atteinte le 1er janvier 1997,,. 
Les paramètres climatiques de la commune ont été estimés pour le milieu du siècle (2041-2070) selon différents scénarios d'émission de gaz à effet de serre à partir des nouvelles projections climatiques de référence DRIAS-2020. Ils sont consultables sur un site dédié publié par Météo-France en novembre 2022.

### Accès
L'accès à la commune peut se faire par voies départementales et communales : au sud par la route de Paris depuis Boulzicourt, à l'est par la rue du Fort depuis Villers-Semeuse, au nord par l'avenue de la Marne depuis Charleville-Mézières, à l'ouest par la route d'Évigny depuis Évigny, et par l'autoroute A34 dans les 2 sens de circulation (Reims-Charleville/Charleville-Reims).

## Urbanisme

### Typologie
Au 1er janvier 2024, La Francheville est catégorisée ceinture urbaine, selon la nouvelle grille communale de densité à 7 niveaux définie par l'Insee en 2022.
Elle appartient à l'unité urbaine de Charleville-Mézières, une agglomération intra-départementale dont elle est une commune de la banlieue,. Par ailleurs la commune fait partie de l'aire d'attraction de Charleville-Mézières, dont elle est une commune de la couronne,. Cette aire, qui regroupe 132 communes, est catégorisée dans les aires de 50 000 à moins de 200 000 habitants,.

### Occupation des sols
L'occupation des sols de la commune, telle qu'elle ressort de la base de données européenne d’occupation biophysique des sols Corine Land Cover (CLC), est marquée par l'importance des territoires agricoles (59,1 % en 2018), en diminution par rapport à 1990 (69,2 %). La répartition détaillée en 2018 est la suivante : 
prairies (48,2 %), forêts (25,6 %), zones urbanisées (12,2 %), terres arables (10,9 %), zones industrielles ou commerciales et réseaux de communication (3,2 %). L'évolution de l’occupation des sols de la commune et de ses infrastructures peut être observée sur les différentes représentations cartographiques du territoire : la carte de Cassini (XVIIIe siècle), la carte d'état-major (1820-1866) et les cartes ou photos aériennes de l'IGN pour la période actuelle (1950 à aujourd'hui).

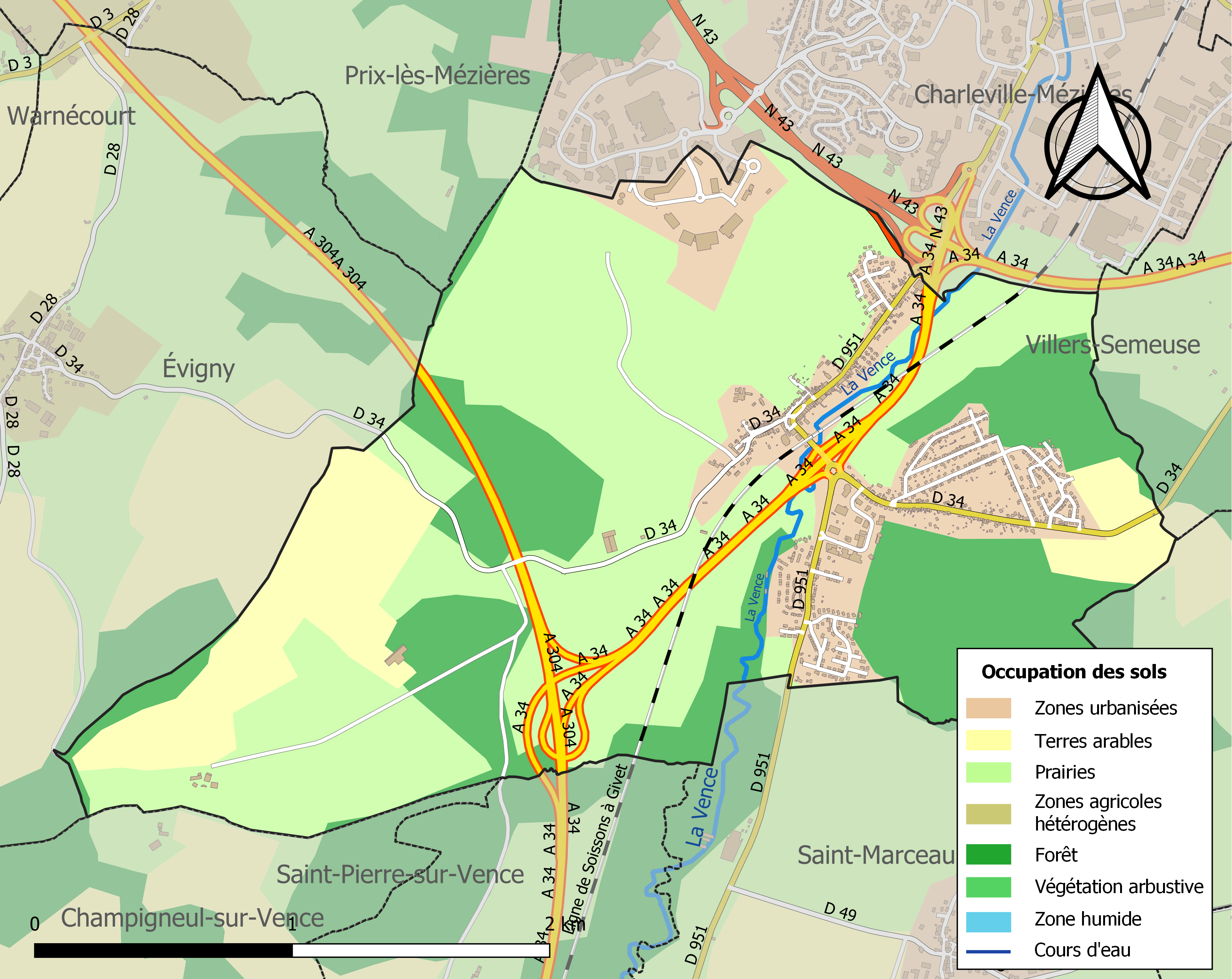
Carte des infrastructures et de l'occupation des sols de la commune en 2018 (CLC).

## Toponymie
Le nom du village, pour Ernest Nègre, est simplement l'assemblage de franche et de ville, signifiant  « village jouissant de franchises ».

## Histoire
Le village fut bâti par des colons affranchis de toute redevance au XIIe.
Ce village fut érigé en commune en 1792, aux dépens du territoire de la commune de Mohon. Il reçut alors ce nom révolutionnaire, qu'il a conservé depuis.

## Politique et administration

### Rattachements administratifs et électoraux
La commune fait partie de l'arrondissement de Charleville-Mézières du département des Ardennes, en région Grand-Est. Pour l'élection des députés, elle dépend depuis 1988 de la première circonscription des Ardennes.
Elle faisait partie de 1793 à 1973 du canton de Mézières. Celui-ci est scindé en 1973 et la commune intègre le canton de Mézières-Est. Dans le cadre du redécoupage cantonal de 2014 en France, elle intègre le canton de Charleville-Mézières-4.

### Intercommunalité
La commune était membre fondateur de Cœur d'Ardenne, la communauté d'agglomération centrée sur Charleville-Mézières, créée le 1er janvier 2005.
Cœur d'Ardenne a fusionné avec d'autres structures intercommunales des Ardennes pour former, le 1er janvier 2014, la communauté d'agglomération Ardenne Métropole,,, dont la commune fait désormais partie.

### Liste des maires
| Période                                  | Période       | Identité       | Étiquette | Qualité                        |
| ---------------------------------------- | ------------- | -------------- | --------- | ------------------------------ |
| Les données manquantes sont à compléter. |               |                |           |                                |
| avant 1875                               | après 1876    | Arnould        |           |                                |
| Les données manquantes sont à compléter. |               |                |           |                                |
| avant 1981                               | 1983          | Reine Lecrique | PS        |                                |
| 1983                                     | décembre 2011 | Gilbert Pilard | SE        | Démissionnaire                 |
| janvier 2012                             | mai 2020      | Daniel Roumy   | SE-DVD    | Réélu pour le mandat 2014-2020 |
| mai 2020                                 | En cours      | Alain Fortin   | DVG       |                                |

### Politique environnementale
En 2008, la commune a obtenu le niveau « une fleur » au concours des villes et villages fleuris.

## Population et société

### Démographie
L'évolution du nombre d'habitants est connue à travers les recensements de la population effectués dans la commune depuis 1793. Pour les communes de moins de 10 000 habitants, une enquête de recensement portant sur toute la population est réalisée tous les cinq ans, les populations de référence des années intermédiaires étant quant à elles estimées par interpolation ou extrapolation. Pour la commune, le premier recensement exhaustif entrant dans le cadre du nouveau dispositif a été réalisé en 2005.

En 2022, la commune comptait 1 647 habitants, en évolution de −2,37 % par rapport à 2016 (Ardennes : −2,97 %, France hors Mayotte : +2,11 %).
| 1793 | 1800 | 1806 | 1821 | 1831 | 1836 | 1841 | 1846 | 1851 |
| ---- | ---- | ---- | ---- | ---- | ---- | ---- | ---- | ---- |
| 172  | 197  | 242  | 312  | 302  | 313  | 340  | 368  | 387  |

| 1866 | 1872 | 1876 | 1881 | 1886 | 1891 | 1896 | 1901 | 1906 |
| ---- | ---- | ---- | ---- | ---- | ---- | ---- | ---- | ---- |
| 481  | 588  | 602  | 624  | 678  | 694  | 711  | 738  | 685  |

| 1911 | 1921 | 1926 | 1931 | 1936 | 1946 | 1954 | 1962  | 1968  |
| ---- | ---- | ---- | ---- | ---- | ---- | ---- | ----- | ----- |
| 719  | 696  | 809  | 962  | 984  | 959  | 957  | 1 161 | 1 367 |

| 1975  | 1982  | 1990  | 1999  | 2005  | 2006  | 2010  | 2015  | 2020  |
| ----- | ----- | ----- | ----- | ----- | ----- | ----- | ----- | ----- |
| 1 270 | 1 077 | 1 375 | 1 590 | 1 640 | 1 622 | 1 587 | 1 690 | 1 664 |

| 2022  | - | - | - | - | - | - | - | - |
| ----- | - | - | - | - | - | - | - | - |
| 1 647 | - | - | - | - | - | - | - | - |

### Équipements collectifs
La commune  est dotée de nombreux services : école maternelle et école primaire, avec garderie et restauration scolaire, espace culturel et médiathèque, salle polyvalente multisports, salle des fêtes, centre des loisirs sans hébergement, zone d’activités pour les entreprises, commerces et services de proximité tels que la poste, une pharmacie, un médecin, un tabac-presse… De nombreuses associations y sont également implantées[réf. nécessaire].

## Culture locale et patrimoine

### La Poudrerie de Saint-Ponce
Non loin de la chapelle de Saint-Ponce, un moulin utilisant la force motrice de la Vence est construit et se voit concéder en 1619 le droit d'utilisation comme moulin à farine par le prince de Conti. En 1677, il est converti en poudrerie. La fabrication de la poudre est alors un monopole de l’État, mais n’est pas assurée par lui. Les poudreries sont mises en adjudication, et l’adjudicataire s’engage à fournir, pour une certaine somme, les quantités prescrites aux temps et lieux déterminés. Différents adjudicataires se succèdent. L'exploitation est reprise directement par les services du royaume en 1777. Elle reste propriété de l’État après la Révolution française, jusqu’en 1797-1798, où elle est mise en vente comme de nombreux biens nationaux. Acquise par Alexis-Joseph Poulain, propriétaire des forges de Boutancourt, elle est de nouveau cédée à l'Etat en 1801, et reconstruite
Royale, impériale, nationale, ou privée, cette poudrerie représente un intérêt économique pour la commune et ses habitants. Cependant, sa présence ici nécessite des mesures de prudence liées à la fabrication et au stockage de la poudre. Plusieurs accidents ont été constatés : l’incendie des moulins à poudre en 1704 ne fait pas de victime, mais une explosion en 1754 fait cinq victimes et en 1873 une explosion de 2 400 kg de poudre se produit, avec un souffle et un bruit entendu sur un large voisinage,.
Cette poudrerie est définitivement fermée en 1904. Revendue à 1906, une fabrique à clous y est installée utilisant cette fois une machine à vapeur. Puis elle est transformée en habitation
De nombreux vestiges de la poudrerie sont aujourd’hui visibles sur l’île de Saint-Ponce : des bâtiments, des installations, des habitations.

### L'égliseSaint-Thomasde La Francheville
Jusqu'au XVIe siècle, La Francheville était une dépendance de la paroisse de Mohon. Les habitants de La Francheville aspirant à posséder leur église, une construction s'effectue en 1839. La nef est à trois vaisseaux de trois travées. L'entrée se fait par une tour, servant aussi de clocher. Le vestibule d'entrée permet l'accès aux parties hautes par le biais d'un escalier en vis. Le chœur se compose de deux travées droites et d'une abside  à volume polygonal. La première travée est encadrée par deux chapelles. Une sacristie est adossée à la seconde travée du chœur. La façade principale est élevée en pierre de taille de Dom-le-Mesnil en grand et moyen appareil et le reste de l'édifice est en moellon de Dom-le-Mesnil avec chaîne en pierre de taille. Un terrain situé derrière l'église est aménagé en cimetière. La Francheville est alors érigée en paroisse.

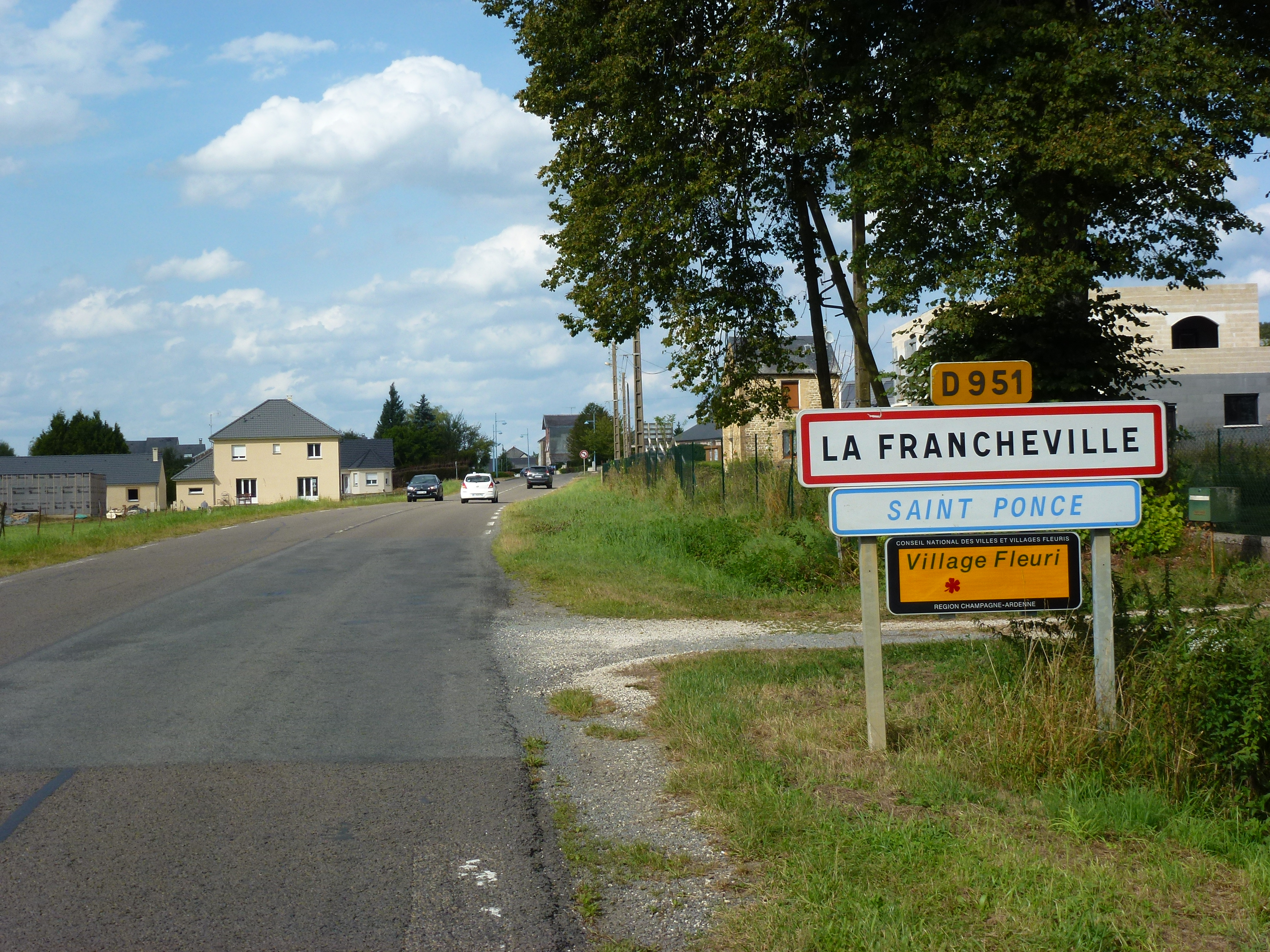
Entrée de La Francheville.
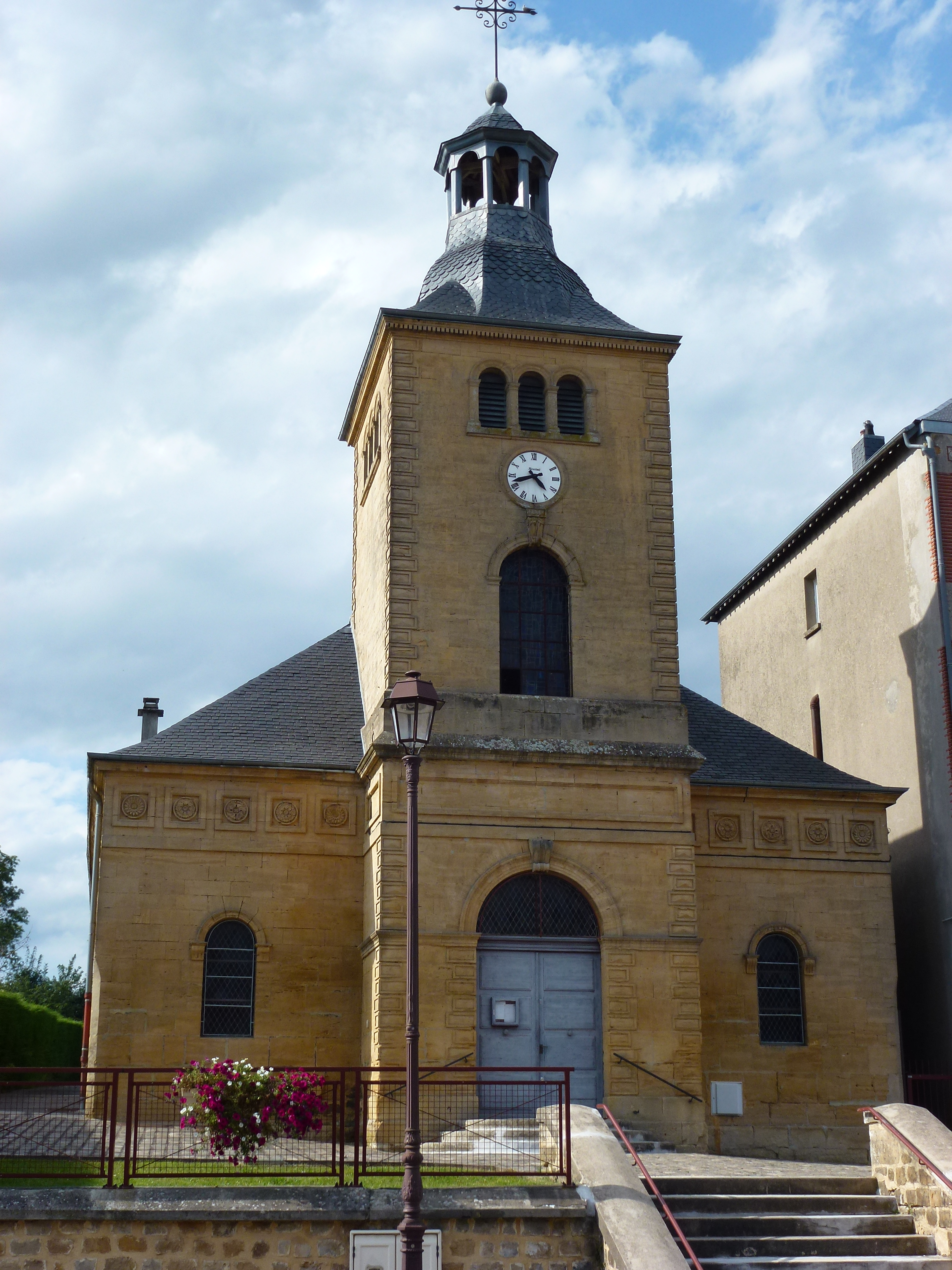
L'église.
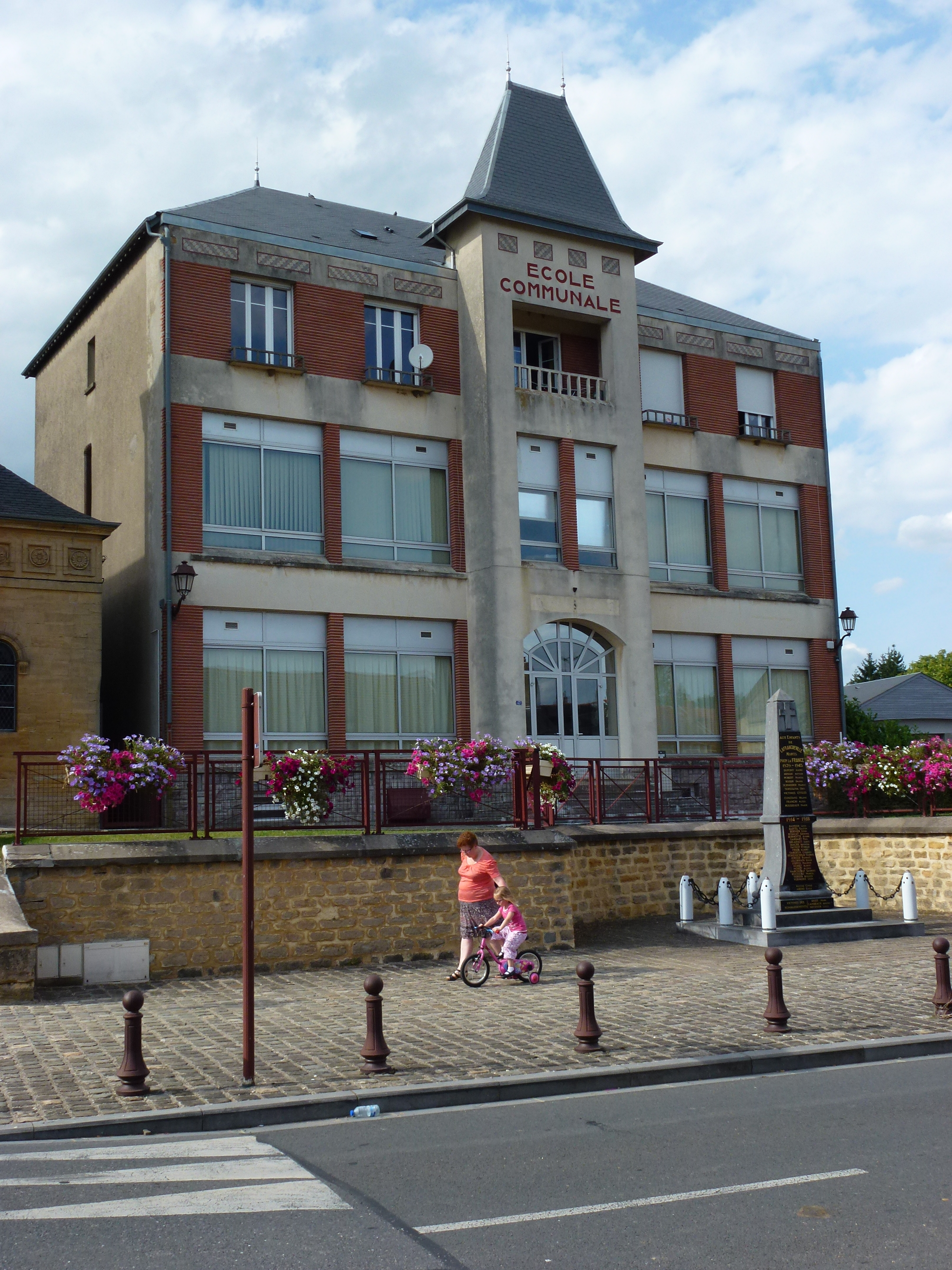
L'école.
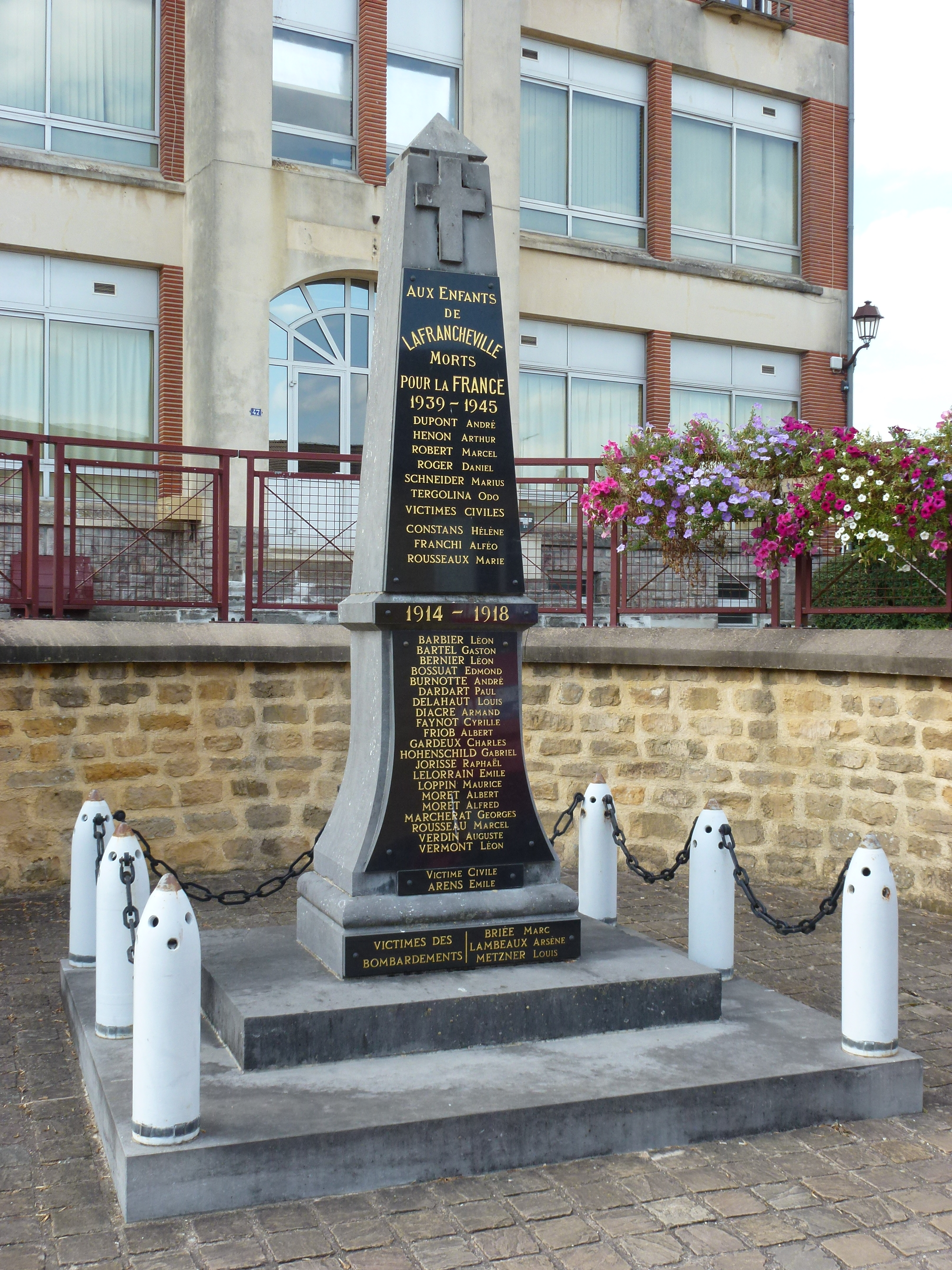
Le monument aux morts.

### Personnalités liées à la commune
- Gaston Robert, né le 28 septembre 1880 à La Francheville où il est mort le 18 mai 1963, est un archiviste nommé en 1913 aux archives de la ville de Reims. Il a écrit plusieurs ouvrages d'histoire locale. Il s'est intéressé principalement à l'histoire des institutions et à l'histoire de la Champagne. Il est également l'auteur d'un ouvrage sur la Poudrerie de Saint Ponce, publié en 1911 par la librairie parisienne Alphonse Picard et Fils[32]. L'Espace culturel de la commune porte son nom.

### Héraldique
| Blason de Francheville (La) | Blason  | D'azur à la tierce en barre d'or, à la foi de carnation, brochant en bande, mouvant des flancs, parée d'or, portant deux bracelets de sable desquels pendent deux chaînes brisées du même, le tout accompagné en chef d'une chapelle d'argent et en pointe de six boulets du même ordonnés 1.2.3. |
| Blason de Francheville (La) | Détails | Création Paul Quintina et Philippe Nolet. |